# Fridge
Fridge – brytyjski zespół post-rockowy, założony w 1995 roku w Putney (Wielki Londyn) przez trzech kolegów z miejscowej szkoły Elliot School: Kierana Hebdena, Adema Ilhana i Sama Jeffersa. Zespół wydał pięć albumów studyjnych w latach 1997–2007.

## Historia
Zespół Fridge założyli w 1995 roku koledzy z Elliott School w Putney: gitarzysta Kieran Hebden, basista Adem Ilhan i perkusista Sam Jeffers. W tej samej szkole poznali się i zaczęli tworzyć muzykę członkowie brytyjskich zespołów The xx i Hot Chip. Dzięki przypadkowemu spotkaniu w sklepie płytowym ze swoim przyjacielem muzycy nawiązali kontakt z szefem wytwórni Output Recordings, Trevorem Jacksonem, który następnego dnia podpisał z nimi kontrakt. Na początku 1997 roku ukazał się debiutancki singiel Fridge, „Lojen”, a kilka miesięcy później debiutancki album studyjny, Ceefax. Po wydaniu w marcu 1998 roku drugiego albumu, Semaphore, a później EP-ki Orko zespół podpisał kontrakt z wytwórnią Go! Beat wydając pod jej szyldem swój kolejny album studyjny, Eph. Muzycy byli wówczas pod wpływem takich zespołów jak Tortoise i Do Make Say Think eksperymentując w podobnym zakresie. W 2001 roku Fridge wydał swój czwarty album studyjny, Happiness, tym razem nakładem wytwórni Temporary Residence Limited. Po wydaniu tego albumu muzycy zawiesili działalność zespołu poświęcając się solowym projektom: Kieran Hebden i Adem Ilhan nagrywali albumy studyjne, natomiast Sam Jeffers założył firmę zajmującą się projektowaniem stron internetowych. Po kilku latach muzycy zeszli się ponownie jako Fridge realizując album The Sun, wydany w 2007 roku.
W 2009 roku wytwórnia Temporary Residence Limited wydała kompilację Early Output 1996–1998, na której znalazło się 21 nagrań z początkowego okresu działalności zespołu (również tych nie wydanych), ułożonych chronologicznie. Jak stwierdził w komentarzu Adem Ilhan:

Staraliśmy się tworzyć muzykę, która nie brzmiałaby jak cokolwiek innego; wszyscy nie byliśmy wystarczająco uzdolnieni, by przełożyć dźwięk w naszych głowach na kasetę, ale twórczo wypełnialiśmy luki, wykorzystywaliśmy je i czyniliśmy integralnymi.

## Dyskografia

### Albumy studyjne
Lista na podstawie Discogs:
- Ceefax (1997)
- Semaphore (1998)
- Eph ( (1999; wznowiony w 2002 z dodatkowym, bonusowym dyskiem)
- Happiness (2001)
- The Sun (2007)

### Kompilacje
- Sevens and Twelves (1998)
- Early Output 1996–1998 (2009)

### EP-ki
- Anglepoised (1997)
- Lign (1998)
- Kinoshita Terasaka (1998)
- Orko (1998)
- Of (1999)

### Single
- „Lojen” (1997)